# اختلال آب و الکترولیت
تنظیم آب و الکترولیت‌های بدن نقش بسیار مهمی در عملکرد صحیح سلول‌ها دارد و اختلال آن‌ها می‌تواند بسیار خطرناک و حتی کشنده باشد. یون‌های متعددی مانند هیدروژن (PH)، سدیم، پتاسیم، کلسیم، فسفات، منیزیم، آهن و … در خون قابل اندازه‌گیری هستند.
اندام‌های متعددی در تنظیم آب و الکترولیت‌ها دخیل هستند مانند کلیه، ریه، دستگاه گوارش، غدد عرق و … البته بخش مهمی از تنظیم آب و الکترولیت‌ها در بدن توسط کلیه انجام می‌گیرد.

## اختلال‌های آب و الکترولیت
اختلالات آب و الکترولیت به معنی افزایش یا کاهش اسیدها و الکترولیت‌های مایع میان‌بافتی و خون هستند. از جمله اختلالات الکترولیتی هیپوناترمی، هایپرناترمی، هایپرکالمی و هیپوکالمی، اسیدوز و آلکالوز می‌باشند.
علاوه بر کلیه عملکرد سایر دستگاه‌ها نیز در تنظیم آب و الکترولیت بدن مؤثر است؛ مثلاً در موارد تنفس سریع (به دلیل صعود به ارتفاعات یا مسمومیت با آسپیرین) ما آلکالوز داریم یا در اسهال و استفراغ شدید ما اسیدوز، هیپوکالمی و اختلال آب و الکترولیت داریم.

## آزمایش‌هایی که برای تعیین اسیدوز و آلکالوز به کار می‌روند
تست‌های تشخیص اولیه شامل برررسی گازهای خون و الکترولیت‌ها هستند.
۱- گازهای خون: شامل گروهی از تست‌ها است که با همدیگر انجام می‌شوند. PO2 (میزان اکسیژن موجود در خون) و PCO2 (میزان دی‌اکسیدکربن موجود در خون)، که بعد از اندازه‌گیری این دو گاز، میزان بیکربنات (HCO3) خون محاسبه می‌شود.
۲- الکترولیت‌ها: اندازه‌گیری چهار عنصر شامل Na (سدیم)، K (پتاسیم)، CL (کلراید) و بیکربنات (HCO3)، سطح مایعات بدن، غلظت الکترولیت‌ها و بالانس اسید و باز همه با هم مرتبط هستند و هرگونه افزایش یا کاهش هر یک از این چهار عنصر بر روی تعادل PH مؤثر می‌باشد.

## علائم و درمان
علائم این اختلال با یکدیگر متفاوت بوده و درمان بستگی به نوع اختلال دارد.